# A Peste

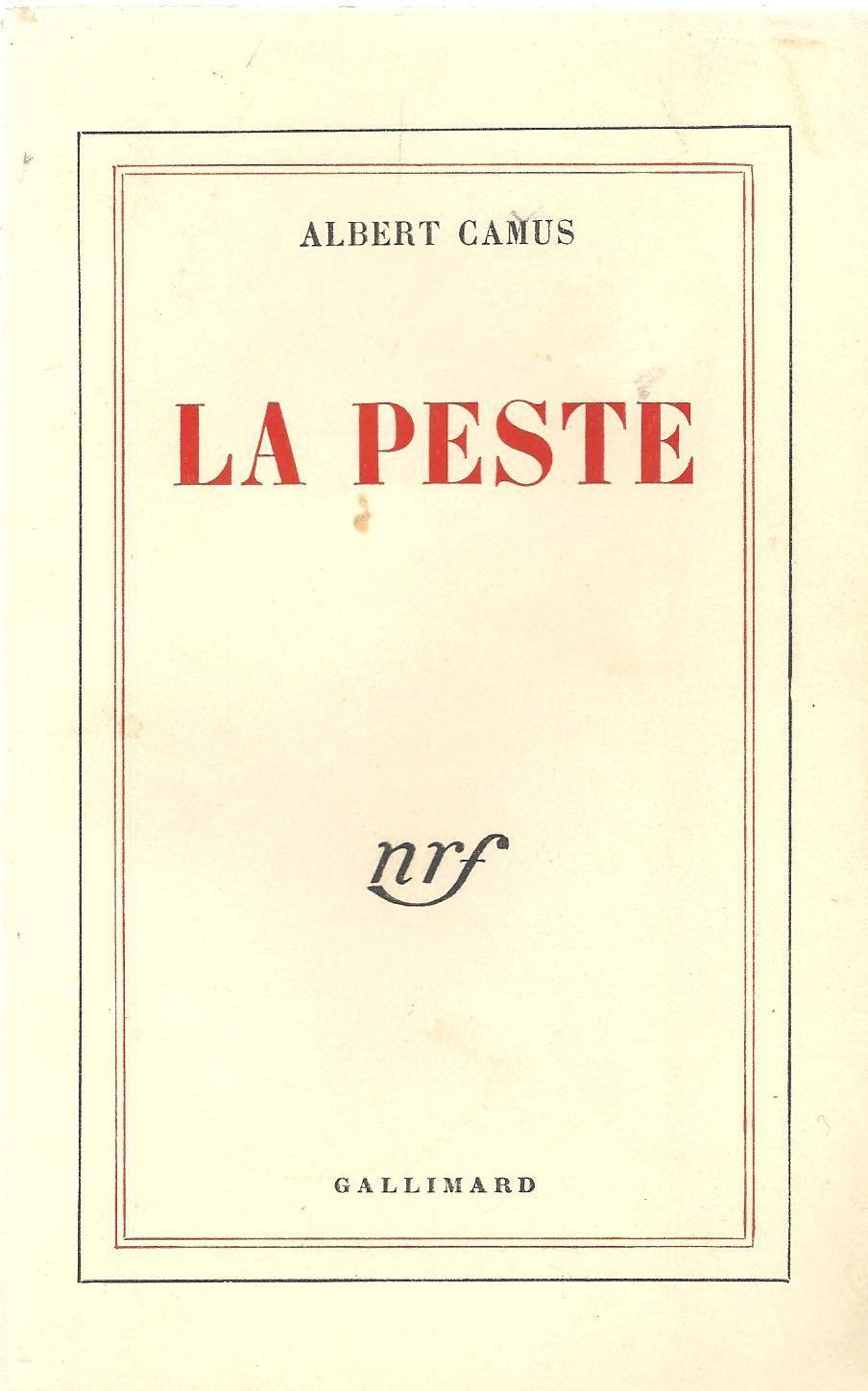

A Peste (La Peste), a magnum opus de Albert Camus, é um romance publicado em 1947, considerado um clássico da literatura existencialista e absurdista. O livro narra a história de trabalhadores que descobrem a solidariedade durante uma peste que assola a cidade de Oran na Argelia, e pode ser interpretado como metáfora dos horrores da Segunda Guerra Mundial.
Camus inspirou-se na epidemia de cólera que dizimou grande proporção da população de Oran em 1849, mas situou o romance na década de 1940. Oran e seus arredores foram atingidos por epidemias várias vezes antes de Camus publicar seu romance. De acordo com um estudo acadêmico, Oran foi tomada pela peste bubônica em 1556 e 1678, mas todos os surtos posteriores tiveram impacto muito menor do que o descrito no romance.
Através dos efeitos que o flagelo causa na sociedade local, A Peste aborda diversas questões relacionadas à natureza do destino e da condição humana.